# Vera Šlander
Vera Šlander (s partizanskim imenom Pepca, tudi Lojzka), slovenska študentka medicine, družbenopolitična delavka in partizanka, * 19. februar 1921, Kaplja vas, † 15. junij 1943, Tolsti vrh (1077 mnm), Dobrovlje. 
Šlandrova je osnovno šolo obiskovala v Preboldu. Po zgodnji očetovi smrti je v težkih razmerah odraščala v Latkovi vasi, tam vodila komunistično mladino, se v celjski gimnaziji preživljala z inštrukcijami, delovala med dijaštvom, v delavsko kulturnem društvu Vzajemnost in Društvu kmečkih fantov in deklet. Leta 1938 je bila sprejeta v SKOJ, 1939 je postala članica okrožnega komiteja SKOJ Celje. Jeseni 1940 je na Medicinski fakulteti v Ljubljani pričela študirati medicino in  bila sprejeta v KPS. Septembra 1941 je bila poslana na Štajersko, kjer je vzpostavljala okrnjeno organizacijo NOB. Stalno zasledovana s strani okupatorja je v Mariboru vztrajala do januarja 1942, nato delala pri pokrajinskem komteju KPS za severno Slovenijo, v zasavskih rudarskih revirjih, Savinjski dolini in na Moravškem ter partizanskih enotah 2. grupe odredov oziroma v 4. operativni coni. Leta  1943 je vzpostavila trdne temelje za razmah štajerske mladinske organizacije. Padla je sredi priprav za ustanovitev pokrajinskega poverjeništva SKOJ za Štajersko ob preboju skozi obkolitev pod Tolstim vrhom na Dobroveljski planoti. Pokopana je v mavzoleju na Šlandrovem trgu v Celju.
Njen brat je bil narodni heroj Slavko Šlander.